# William Thomas Brande

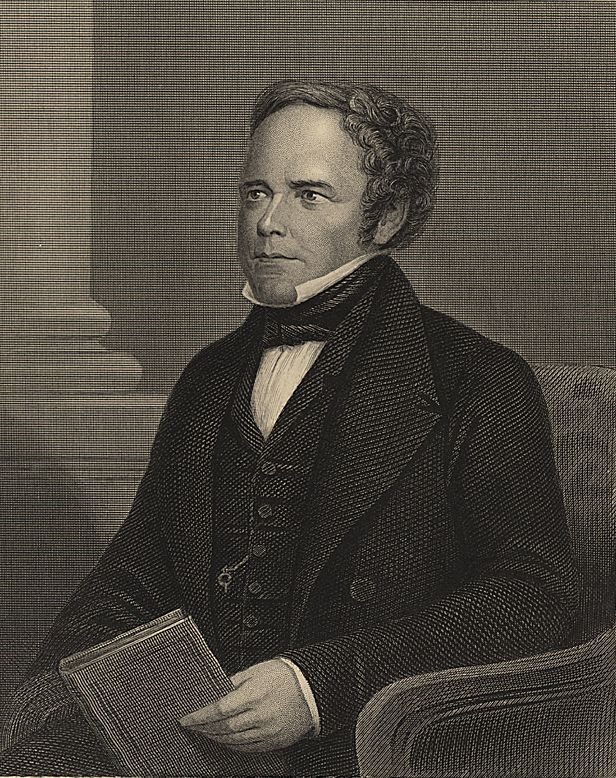
William Thomas Brande

William Thomas Brande (n. 11 ianuarie 1788, Londra, Regatul Marii Britanii – d. 11 februarie 1866, Tunbridge Wells⁠(d), Anglia, Regatul Unit al Marii Britanii și Irlandei) a fost un chimist englez, cunoscut mai ales pentru faptul că a reușit printre primii să izoleze litiul prin electroliză.
Începând cu 1813, a fost succesorul lui Sir Humphry Davy la conducerea Royal Institution de la Londra.
Pentru activitatea sa, în 1813 i s-a decernat Medalia Copley.

## Scrieri
- 1819: Manual of Chemistry
- 1829: Outlines of Geology
- 1842: Dictionary of Science, Literature and Art.